# Aliff Shafaein
Aliff Shafaein (* 19. April 1982 in Singapur), mit vollständigen Namen Aliff Shafaein Bin Safiee, ist ein ehemaliger singapurischer Fußballspieler.

## Karriere

### Verein
Aliff Shafaein stand 2002 bei Home United unter Vertrag. 2003 wechselte er zu den Young Lions. Die Young Lions sind eine U23-Mannschaft, die 2002 gegründet wurde. In der Elf spielen U23-Nationalspieler und auch Perspektivspieler. Ihnen soll die Möglichkeit gegeben werden, Spielpraxis in der ersten Liga, der Singapore Premier League, zu sammeln. Für die Young Lions stand er 33-mal in der ersten Liga auf dem Spielfeld. Nach einem Jahr wechselte er zum ebenfalls in der ersten Liga spielenden den Tampines Rovers. 2006, 2009 und 2010 feierte er mit den Rovers die Vizemeisterschaft. 2011 gewann er mit dem Klub die Meisterschaft. Beim Singapore Cup ging er mit den Rovers 2004 und 2006 als Sieger vom Platz. Den Singapore Community Shield gewann er 2011. Bis Ende 2011 absolvierte er über 200 Ligaspiele für die Rovers. Die Saison 2012 stand er bei Tanjong Pagar United und dem Singapore Armed Forces FC unter Vertrag. Mit dem Singapore Armed Forces FC gewann er den Singapore Cup. Im Endspiel besiegte man die Tampines Rovers mit 2:1. Sein ehemaliger Verein Home United nahm ihn die Saison 2013 unter Vertrag. Auch mit Home gewann er den Singapore Cup. Das Finale gegen Tanjong Pagar United wurde mit 4:1 gewonnen. Anfang 2014 unterschrieb er einen Zweijahresvertrag bei Geylang International. Nach 23 Spielen in der ersten Liga beendete er am 1. Januar 2016 seine Karriere als Fußballspieler.

### Nationalmannschaft
Aliff Shafaein spielte 2003 einmal in der singapurischen Nationalmannschaft.

## Erfolge
Tampines Rovers
- S. League: 2011
- Singapore Cup: 2004, 2006
- Singapore Community Shield: 2011

Singapore Armed Forces FC
- Singapore Cup: 2012

Home United
- Singapore Cup: 2013